# Мали Михаљевец
Мали Михаљевец је насељено место у саставу општине Свети Јурај на Брегу у Међимурској жупанији, Хрватска. До територијалне реорганизације у Хрватској налазио се у саставу старе општине Чаковец.

## Становништво
На попису становништва 2011. године, Мали Михаљевец је имао 410 становника.

## Попис1991.
На попису становништва 1991. године, насељено место Мали Михаљевец је имало 401 становника, следећег националног састава:
| Попис 1991.‍  | Попис 1991.‍  | Попис 1991.‍ | Попис 1991.‍ | Попис 1991.‍ |
| ------------ | ------------ | ----------- | ----------- | ----------- |
|              |              |             |             |             |
| Хрвати       | Хрвати       |             | 394         | 98,25%      |
| Словенци     | Словенци     |             | 4           | 0,99%       |
| Југословени  | Југословени  |             | 2           | 0,49%       |
| неопредељени | неопредељени |             | 1           | 0,24%       |
| укупно: 401  |              |             |             |             |